# Bahnstrecke Thonburi–Samut Songkhram
| Streckenlänge: | 64,7 km             |                                             |                                             |
| Spurweite: | 1000 mm (Meterspur) |                                             |                                             |
| |                     |                                             |                                             |
| \| \| \| Chao Phraya Personenfähre \| \| \| \| -1,91 \| Khlong San Straßenbahn \| 1905 eröffnet \| \| \| 0,00 \| Wongwian Yai Straßenbahn \| Wongwian Yai Straßenbahn \| \| \| 1,78 \| TalatPhlu Straßenbahn \| 1905 eröffnet \| \| \| 3,35 \| Khlong Ton Sai Straßenbahn \| Khlong Ton Sai Straßenbahn \| \| \| 4,13 \| Chom Thong Straßenbahn \| Chom Thong Straßenbahn \| \| \| 5,76 \| Wat Sai Straßenbahn \| Wat Sai Straßenbahn \| \| \| 7,15 \| Wat Sing Straßenbahn \| Wat Sing Straßenbahn \| \| \| 9,76 \| Bang Bon 1905 eröffnet als Ban Khun Thian ? \| Bang Bon 1905 eröffnet als Ban Khun Thian ? \| \| \| 10,23 \| Kan Kheha \| Kan Kheha \| \| \| 10,53 \| Rang Sakae \| Rang Sakae \| \| \| 14,25 \| Rang Pho 1905 eröffnet \| Rang Pho 1905 eröffnet \| \| \| 15,83 \| Sam Yaek \| Sam Yaek \| \| \| 17,29 \| Phrom Daen \| Phrom Daen \| \| \| 18,76 \| Thung Si Thong \| Thung Si Thong \| \| \| 19,97 \| Bang Nam Chuet \| Bang Nam Chuet \| \| \| 22,99 \| Khok Khwai 1905 eröffnet \| Khok Khwai 1905 eröffnet \| \| \| 26,76 \| Ban Khom 1905 eröffnet \| Ban Khom 1905 eröffnet \| \| \| 29,76 \| Khlong Chak 1905 eröffnet \| Khlong Chak 1905 eröffnet \| \| \| 31,22 \| Mahachai (Samut Sakhon) 1905 eröffnet \| Mahachai (Samut Sakhon) 1905 eröffnet \| \| \| \| Tha Chin Personenfähre \| \| \| \| 0,00 \| Ban Laem \| Ban Laem \| \| \| 0,84 \| Tha Chalom \| Tha Chalom \| \| \| 3,71 \| Ban Chi Phakhao \| Ban Chi Phakhao \| \| \| 5,41 \| Khlong Nok Lek \| Khlong Nok Lek \| \| \| 6,72 \| Bang Si Khot \| Bang Si Khot \| \| \| 8,68 \| Bang Krachao \| Bang Krachao \| \| \| 10,72 \| Ban Bo \| Ban Bo \| \| \| 13,64 \| Bang Thorat \| Bang Thorat \| \| \| 15,60 \| Ban Kalong \| Ban Kalong \| \| \| 17,76 \| Ban Na Khwang \| Ban Na Khwang \| \| \| 19,79 \| Ban Na Khok \| Ban Na Khok \| \| \| 23,35 \| Khet Mueang \| Khet Mueang \| \| \| 27,48 \| Lat Yai \| Lat Yai \| \| \| 29,98 \| Bang Krabun \| Bang Krabun \| \| \| 33,57 \| Maeklong (Samut Songkhram) \| Maeklong (Samut Songkhram) \| \| \| \| Mae Klong \| \| \| \| \| \| \| \| Quellen: [1] \| \| \| \| |                     |                                             |                                             |
| |                     | Chao Phraya Personenfähre                   |                                             |
| Kopfbahnhof Streckenanfang (Strecke außer Betrieb) · Betriebs-/Güterbahnhof Streckenanfang (Strecke außer Betrieb) | -1,91               | Khlong San Straßenbahn                      | 1905 eröffnet                               |
| Kopfbahnhof Strecke bis hier außer Betrieb · Blockstelle (Strecke außer Betrieb) | 0,00                | Wongwian Yai Straßenbahn                    | Wongwian Yai Straßenbahn                    |
| Bahnhof · Blockstelle (Strecke außer Betrieb) | 1,78                | TalatPhlu Straßenbahn                       | 1905 eröffnet                               |
| Bahnhof · Blockstelle (Strecke außer Betrieb) | 3,35                | Khlong Ton Sai Straßenbahn                  | Khlong Ton Sai Straßenbahn                  |
| Bahnhof · Blockstelle (Strecke außer Betrieb) | 4,13                | Chom Thong Straßenbahn                      | Chom Thong Straßenbahn                      |
| Bahnhof · Blockstelle (Strecke außer Betrieb) | 5,76                | Wat Sai Straßenbahn                         | Wat Sai Straßenbahn                         |
| Bahnhof · Betriebs-/Güterbahnhof Streckenende (Strecke außer Betrieb) | 7,15                | Wat Sing Straßenbahn                        | Wat Sing Straßenbahn                        |
| Bahnhof | 9,76                | Bang Bon 1905 eröffnet als Ban Khun Thian ? | Bang Bon 1905 eröffnet als Ban Khun Thian ? |
| Bahnhof | 10,23               | Kan Kheha                                   | Kan Kheha                                   |
| Bahnhof | 10,53               | Rang Sakae                                  | Rang Sakae                                  |
| Bahnhof | 14,25               | Rang Pho 1905 eröffnet                      | Rang Pho 1905 eröffnet                      |
| Bahnhof | 15,83               | Sam Yaek                                    | Sam Yaek                                    |
| Bahnhof | 17,29               | Phrom Daen                                  | Phrom Daen                                  |
| ehemaliger Bahnhof | 18,76               | Thung Si Thong                              | Thung Si Thong                              |
| Bahnhof | 19,97               | Bang Nam Chuet                              | Bang Nam Chuet                              |
| Bahnhof | 22,99               | Khok Khwai 1905 eröffnet                    | Khok Khwai 1905 eröffnet                    |
| Bahnhof | 26,76               | Ban Khom 1905 eröffnet                      | Ban Khom 1905 eröffnet                      |
| Bahnhof | 29,76               | Khlong Chak 1905 eröffnet                   | Khlong Chak 1905 eröffnet                   |
| Kopfbahnhof Streckenende | 31,22               | Mahachai (Samut Sakhon) 1905 eröffnet       | Mahachai (Samut Sakhon) 1905 eröffnet       |
| |                     | Tha Chin Personenfähre                      |                                             |
| Kopfbahnhof Streckenanfang | 0,00                | Ban Laem                                    | Ban Laem                                    |
| Bahnhof | 0,84                | Tha Chalom                                  | Tha Chalom                                  |
| Bahnhof | 3,71                | Ban Chi Phakhao                             | Ban Chi Phakhao                             |
| ehemaliger Bahnhof | 5,41                | Khlong Nok Lek                              | Khlong Nok Lek                              |
| Bahnhof | 6,72                | Bang Si Khot                                | Bang Si Khot                                |
| Bahnhof | 8,68                | Bang Krachao                                | Bang Krachao                                |
| Bahnhof | 10,72               | Ban Bo                                      | Ban Bo                                      |
| Bahnhof | 13,64               | Bang Thorat                                 | Bang Thorat                                 |
| Bahnhof | 15,60               | Ban Kalong                                  | Ban Kalong                                  |
| Bahnhof | 17,76               | Ban Na Khwang                               | Ban Na Khwang                               |
| Bahnhof | 19,79               | Ban Na Khok                                 | Ban Na Khok                                 |
| Bahnhof | 23,35               | Khet Mueang                                 | Khet Mueang                                 |
| Bahnhof | 27,48               | Lat Yai                                     | Lat Yai                                     |
| Bahnhof | 29,98               | Bang Krabun                                 | Bang Krabun                                 |
| Kopfbahnhof Streckenende | 33,57               | Maeklong (Samut Songkhram)                  | Maeklong (Samut Songkhram)                  |
| |                     | Mae Klong                                   |                                             |
| |                     |                                             |                                             |
| Quellen: |                     |                                             |                                             |

Die Bahnstrecke Thonburi–Samut Songkhram, auch Mae-Klong-Bahn (thailändisch ทางรถไฟสายแม่กลอง) genannt, bedient einen Vorortverkehr im Südwesten von Bangkok.

## Geografische Lage
Die Strecke besteht aus zwei Inselbetrieben, die durch eine Personenfähre verbunden sind. Der Abschnitt beginnt in dem in Thonburi gelegenen Bahnhof Wongwian Yai, am westlichen Ufer des Chao Phraya, und führt südwestwärts bis zum Ufer des Tha Chin. Diesen müssen Reisende mit der Fähre überqueren. Am anderen Ufer verläuft die Strecke weiter südwestlich bis nach Samut Songkhram am Ufer des Mae Klong.

## Geschichte
Seit den 1880er Jahren erteilte die siamesische Regierung verschiedenen privaten Konsortien Konzessionen für den Bau von Eisenbahnen. Diese Konsortien erwiesen sich aber oft als spekulative Unternehmen, die nie auch nur bis zum Baubeginn der ihnen konzessionierten Strecke kamen. Erstmals mit der 1893 eröffneten Bahnstrecke Bangkok–Samut Prakan gelang es einem solchen privaten Konsortium – allerdings mit erheblicher finanzieller Unterstützung von König Chulalongkorn dem Großen (Rama V.) ein solches Projekt erfolgreich durchzuführen. Die Bahnstrecke Thonburi–Samut Songkhram war dann der zweite Fall, in dem das gelang. Dabei wurden die beiden Teilstrecken zunächst von unterschiedlichen Gesellschaften geplant und gebaut, beide aber unmittelbar nach der Inbetriebnahme beider Abschnitte verschmolzen.

### Abschnitt Thonburi – Samut Sakhon

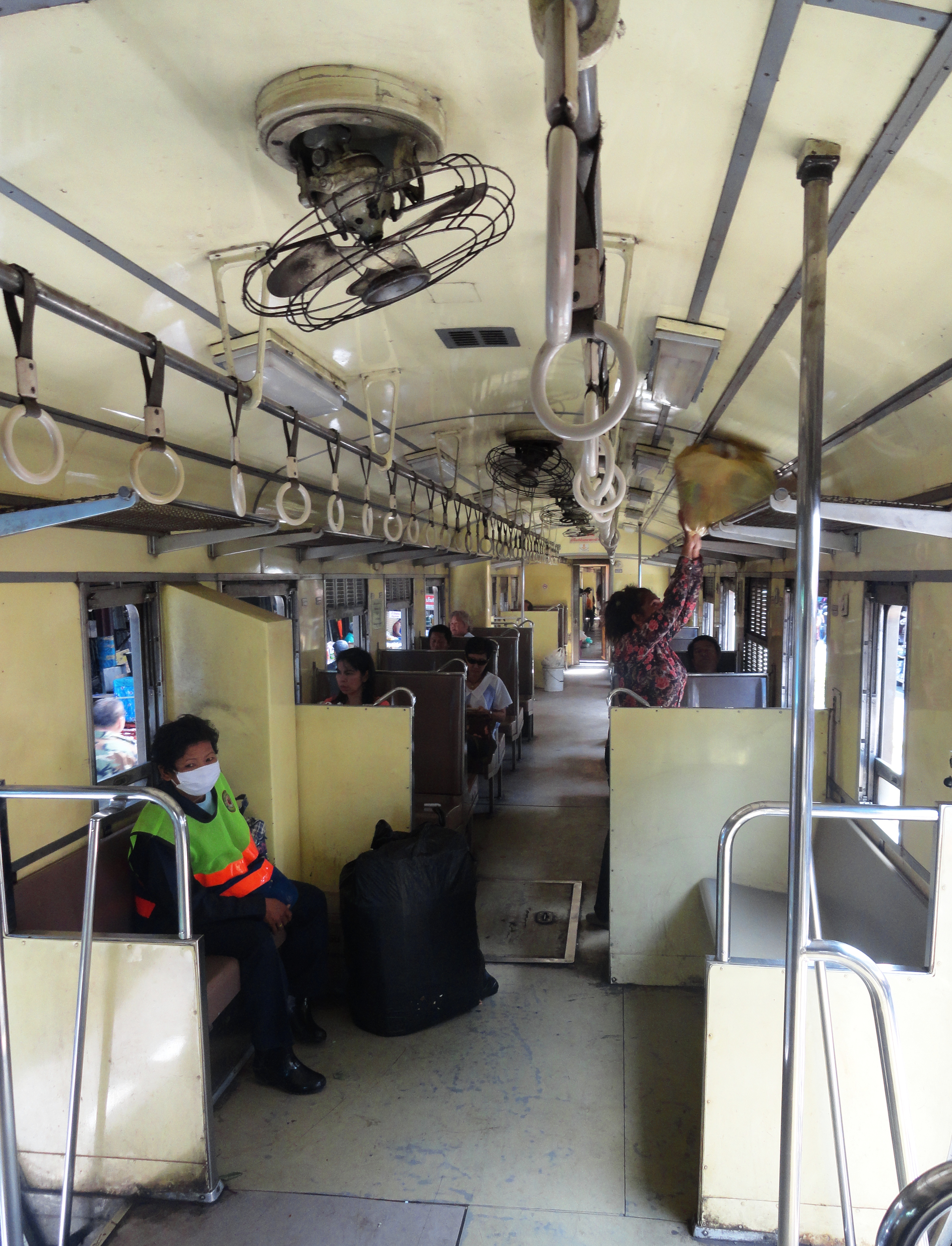
Zuginneres der "Maeklong Railway"

Dieser Abschnitt wird auch Thachin-Bahn oder Mahachai-Bahn genannt. Für diesen Abschnitt beantragte 1896 Luiz Maria Xavier / Bhasa Priwat (1840–1902) aus einer seit langem in Thailand ansässigen portugiesischstämmigen Familie, der damals stellvertretender thailändischer Finanzminister war, eine Konzession. Weil er Schwierigkeiten hatte, eine tragfähige Finanzierung für das Projekt nachzuweisen, dauerte es bis zum 17. Mai 1901, bis er eine auf 40 Jahre ausgelegte Konzession erhielt. Nach dem Tod des Antragstellers 1902 führte dessen Sohn, Celestino Maria Xavier / Phraya Phiphatkhosa (1863–1922), zeitweise stellvertretender Außenminister des Landes, das Projekt weiter. Dazu gründete sich noch 1902 eine Gesellschaft, die Tanchin Railway Ltd. Co. Ihre Gründungsdirektoren waren alle Ausländer, darunter der dänische Ingenieur Aage Westenholz (1859–1935), Onkel der Schriftstellerin Karen Blixen, und Louis du Plessis de Richelieu, Sohn von Andreas du Plessis de Richelieu (Phraya Chonlayutthayothin / thailändisch พระยาชลยุทธโยธินทร์), der mit der Bahnstrecke Bangkok–Samut Prakan die erste Eisenbahn Thailands errichtet hatte. Die Tanchin Railway Ltd. Co. kaufte die Konzession von Phraya Phiphatkhosa noch Ende 1902.
Der Gesellschaft gelang es, die 33 km lange Strecke in Meterspur zu errichten. Am 4. Januar 1904 eröffnete Kronprinz Vajiravudh (später als König: Rama VI.) die Strecke. Es verkehrten zunächst täglich drei Zugpaare, 1909 vier Zugpaare, mit einer Geschwindigkeit bis zu 45 km/h. Die Fahrzeit über die Strecke betrug 70–75 Minuten.

### Abschnitt BanLaem–Samut Songkhram
Daraufhin beantragte noch 1904 Phraya Waiwut Wisetrit die Konzession, um eine Bahnstrecke von dem dem Endbahnhof der Strecke gegenüberliegenden Ufer des Tha Chin nach Samut Songkhram zu errichten. Unter dem 10. Juni 1905 erhielt er die – ebenfalls auf 40 Jahre ausgelegte – Konzession. Diese verkaufte er schon am 2. August 1905 an die erst am 29. Juli 1905 gegründete Maeklong Railway Co. Ltd. Deren Kapital lag zu 60 % in den Händen ausländischer Anteilseigner, die auch große Anteile an der Tanchin Railway Ltd. Co. hielten, 40 % lagen bei zwei Prinzen des königlichen Hauses und fünf weiteren Adeligen.
Am 12. Juli 1907 konnte die Strecke eröffnet werden. Es verkehrten zunächst drei Zugpaare am Tag und eine Fähre stellte den Anschluss von und zur Strecke nach Thonburi her. Noch am Tag der Eröffnung beschlossen die beiden Gesellschaften zu fusionieren.

### Vereinigte Bahn

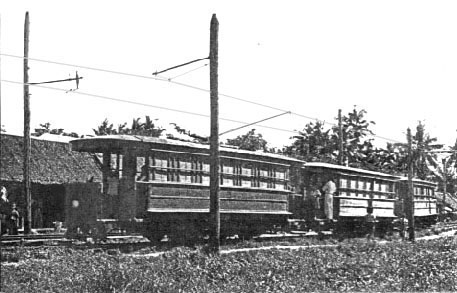
elektrifizierte Straßenbahn (1926–1955)

Die neue Gesellschaft firmierte ebenfalls unter Maeklong Railway Co. Ltd. und erhielt 1908 rückwirkend die königliche Zustimmung zur Fusion.
1926 und 1927 wurde der östliche Teil der 9,06 km lange Strecke zwischen den Bahnhöfen Khlon San und Wat Singh in zwei Etappen elektrifiziert und anschließend mit Straßenbahnen befahren. Zum 8. Mai 1946 wurde die Strecke nach Ablauf der Konzessionen vom thailändischen Staat für 2.000.000 Baht gekauft, zunächst separat betrieben, 1952 der Thailändischen Staatsbahn unterstellt und 1955 endgültig in sie eingegliedert. Ende 1959 wurde die gesamte Strecke auf Dieselbetrieb umgestellt. 1961 musste der östliche Endbahnhof der Strecke, Khlon San, dem zunehmenden Autoverkehr weichen. Das Empfangsgebäude wurde für einen Busbahnhof zweitverwendet. Der Streckenbeginn wurde zum Bahnhof Wongwian Yai zurückgenommen.

## Planungen

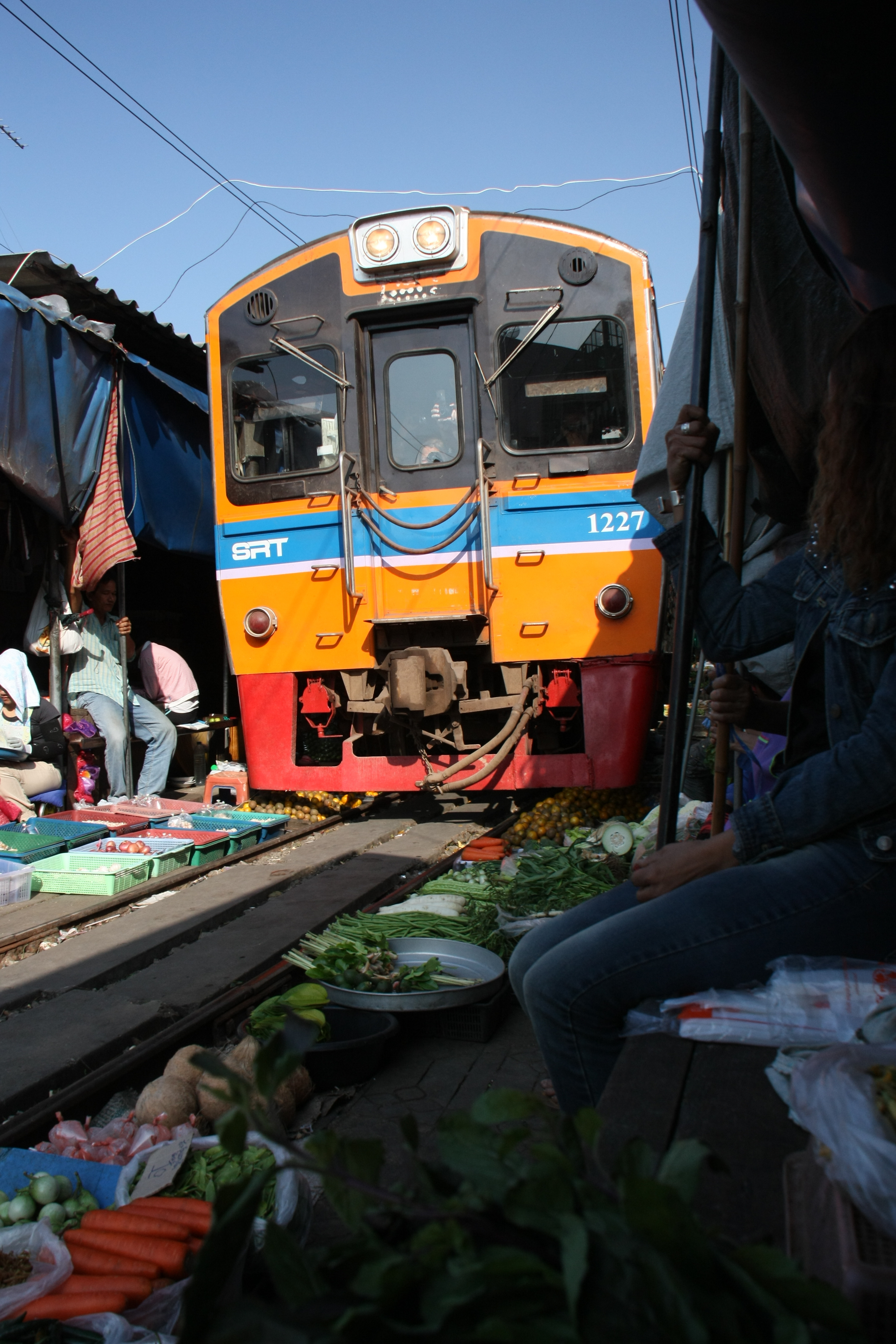
Der Markt auf den Gleisen in Samut Songkhram

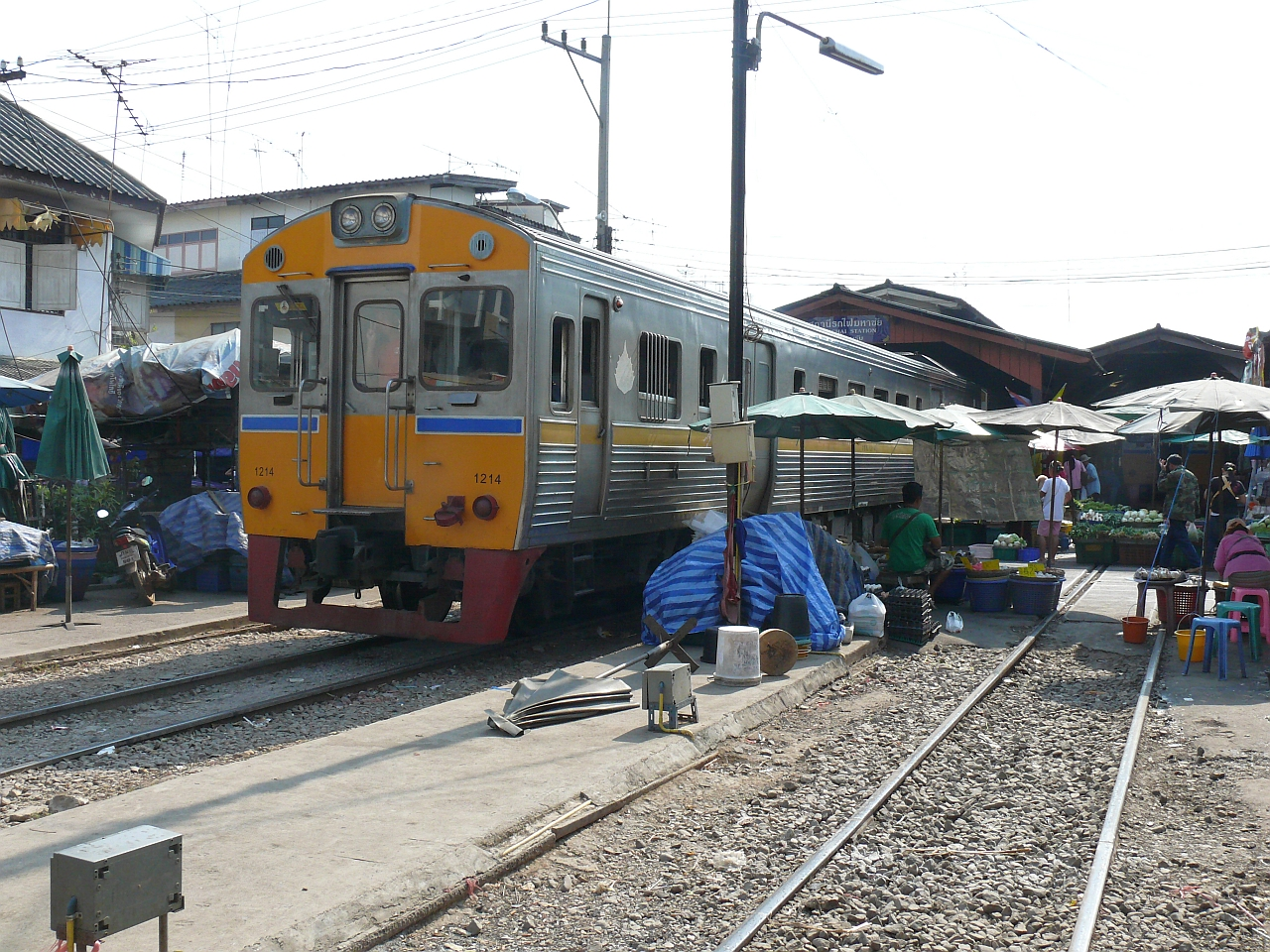
Der Markt auf den Gleisen in Samut Sakhon

Seit den 1960er Jahren gab es immer wieder Überlegungen, den Inselbetrieb mit dem Netz der Staatsbahn zu verbinden; diese wurden jedoch nie umgesetzt.
Weiter gab es Überlegungen die beiden Streckenteile zu verbinden, weiter nach Westen zu führen und sie dort mit der Südbahn zu verbinden. Beides scheiterte an den hohen Kosten für Brücke oder Tunnel, um den Tha Chin und/oder den Mae Klong zu queren.
In ihrem derzeitigen Zustand jedenfalls wirkt der Betrieb der Strecke etwas anachronistisch, so dass es auch schon Überlegungen gab, sie stillzulegen. Auf jeden Fall müsste sie technisch modernisiert werden, um den wachsenden Ansprüchen der Metropolregion Bangkok an ÖPNV auch in der Zukunft zu genügen.
Eine andere Sicht ist, den Zustand beibehalten zu wollen und damit den Markt und seine Arbeitsplätze als Attraktion und Touristenmagnet zu erhalten, da es bisher nur zu kleineren Schürfwunden kam.

## Verkehr
Auf dem Teilstück zwischen Bangkok und Mahachai verkehren Züge ganztägig etwa im Stundentakt. Jenseits der Fähre, zwischen Ban Laem und Samut Songkhram, werden täglich drei Verbindungen angeboten. Die Züge führen ausschließlich die 3. Klasse.
In Samut Songkhram hat sich auf der Bahntrasse ein Markt entwickelt. Der sogenannte „Talat Rom Hoop“-Markt (Thai: ตลาดร่มหุบ), auf Deutsch etwa „Schirm-klapp-weg“-Markt, benannt nach den Marktständen, die bei jedem herannahenden Zug weggeklappt und wieder aufgebaut werden, ist einer der größten Märkte für Meeresfrüchte in Thailand. Einen ähnlichen Markt rechts und links der Gleise gibt es auch an der Endstation Mahachai in Samut Sakhon.
Vom Mai 2015 bis zum April 2016 war der südwestliche Teil der Strecke von Ban Laem nach Samut Songkhram für Sanierungsarbeiten komplett gesperrt. Zu diesem Zeitpunkt wurde der gesamte Verkehr noch immer mit japanischen Dieseltriebwagen der SRT-Klasse NKF aus den 1980er Jahren abgewickelt.